# 許光大
許光大（1528年—？），字子乾，號致斋，河南彰德府安陽縣人，民籍，明朝政治人物。

## 生平
河南鄉試第六十二名舉人。嘉靖四十四年（1565年）中式乙丑科三甲第二百七十名進士。工部观政，四十五年六月授南宫知县，丁忧。隆慶五年（1571年）二月復除枣强县，五月升户部主事，万历四年（1576年）四月升员外，八月选通政司右參議，五年十月升左參議，十二月降平度州知州，六年六月升南户部员外，八年正月升郎中，十年七月升巩昌知府，十六年闰六月升山东副使，十九年五月致仕。

## 家族
曾祖許顯，庠生；祖父許懷，贈兵部主事；父許復禮，兵部主事贈郎中。母趙氏（贈安人）；繼母崔氏（封安人）。弟許光祖（舉人）、光裕（庠生）。